# Mosbacher Sande
Die Mosbacher Sande oder Mosbach-Sande bezeichnet Ablagerungen des Rheins, Mains und von Taunusbächen aus dem Eiszeitalter (Pleistozän) im Gebiet des ehemaligen Dorfes Mosbach zwischen Wiesbaden und Biebrich, das später in Wiesbaden eingemeindet wurde. Die Mosbach-Sande gelten als eine der bedeutendsten Fossilfundstätten Europas mit Resten von Eiszeittieren.

## Forschungsgeschichte
Die ersten Reste von Tieren aus dem Eiszeitalter wurden 1845 in Mosbach entdeckt. 1891 erhielt die Gemeinde Biebrich-Mosbach das Stadtrecht. Biebrich hatte aber durch Schloss, Rheinverkehr, Industrie und Kaserne eine solche Dominanz gewonnen, dass man 1893 den Namen Mosbach wegließ. 1926 wurde die Stadt Biebrich und somit auch Mosbach in Wiesbaden eingemeindet. Das Naturhistorische Museum Mainz besitzt mit mehr als 25.000 Funden aus den Mosbach-Sanden die größte Sammlung von Eiszeittieren im Rhein-Main-Gebiet. Die historisch erste Sammlung mit etwa 1.090 Stücken lagert im Museum Wiesbaden. Laut einer Empfehlung der Deutschen Stratigraphischen Kommission von 1977 für Ablagerungen beziehungsweise Schichtkomplexe spricht man heute von Mosbach-Sanden anstelle von Mosbacher Sanden. Sie umfassen einen großen Fundhorizont in Mainz-Kastel, am Hesslerhof, in Biebrich-Ost, im Dyckerhoffbruch sowie im Salzbachtal.

## Entstehungszeitraum
Die Mosbach-Sande lagerten sich in der Cromer-Warmzeit vor etwa 850.000 bis 475.000 Jahren ab. Der Cromer-Komplex ist nach einem englischen Fundort bei Cromer in Norfolk benannt und umfasst vier Warmzeiten und vier Kaltzeiten. Reste einer Tierwelt, die an heutige Verhältnisse in Afrika erinnert, kommen in Schichten zum Vorschein, die einer Warmzeit innerhalb des Cromer vor etwa 600.000 Jahren entsprechen. Ähnlich alt sind Ablagerungen des Neckars in Mauer bei Heidelberg, in denen der Unterkiefer von Mauer, das Typusexemplar des Homo heidelbergensis, zum Vorschein kam.

## Auswahl von Fossilien
In den Mosbach-Sanden wurden die Reste zahlreicher großer Wirbeltiere entdeckt:
- Geier Gyps melitensis
- Steppenmammut (Mammuthus trogontherii)
- Nashorn Stephanorhinus etruscus
- Wisent Bison schoetensacki
- Mosbacher Pferd (Equus mosbachensis)
- Mosbacher Bär (Ursus deningeri)
- Mosbacher Wolf (Canis lupus mosbachensis)
- Hyäne Hyaena perrieri
- Tüpfelhyäne Crocuta crocuta praespelaea
- Luchs Lynx issiodorensis
- Mosbacher Löwe (Panthera fossilis)
- Panthera gombaszoegensis
- Gepard Acinonyx pardinensis
- Säbelzahnkatze Homotherium crenatidens
- Makaken-Affe (Macaca)
- Wollnashorn (Coelodonta antiquitatis)[2]

Der Mosbacher Löwe gilt mit einer Gesamtlänge bis zu etwa 3,60 Metern als der größte fossil belegte Löwe Deutschlands und Europas. Nur der Amerikanische Höhlenlöwe (Panthera leo atrox) ist mit bis zu 3,70 Metern etwas größer.